# Liste der Stolpersteine in Dorsten
Die Liste der Stolpersteine in Dorsten enthält alle Stolpersteine, die im Rahmen des gleichnamigen Projekts von Gunter Demnig in Dorsten verlegt wurden. Mit ihnen soll an Opfer des Nationalsozialismus erinnert werden, die in Dorsten lebten und wirkten.

## Verlegte Stolpersteine
| Nr. | Person, Inschrift | Adresse                   | Stadtteil | Verlege- datum                                        | Bild                                                                        | Weitere Informationen |
| --- | --- | ------------------------- | --------- | ----------------------------------------------------- | --------------------------------------------------------------------------- | --------------------- |
|     | Hier wohnte Walter Rosenbaum Jg. 1908 Flucht 1938 Holland interniert 1942 Westerbork deportiert 1942 ermordet 1943 in Auschwitz        | Am Ostwall 20 ·           | Dorsten   | 30. Mai 2008                                          | Stolperstein für Walter Rosenbaum                                           |                       |
|     | Hier wohnte Gertrud Anna Reifeisen geb. Spanier Jg. 1896 deportiert 1942 Riga ermordet im KZ Stutthof                                  | Essener Straße 12 ·       | Dorsten   | 29. Mai 2006 29. Nov. 2006 11. Okt. 2007 30. Mai 2008 |                                                                             |                       |
|     | Hier wohnte Simon Reifeisen Jg. 1892 ausgewiesen 1938 nach Polen 1939 Riga ermordet im KZ Kaiserwald                                   | Essener Straße 12 ·       | Dorsten   | 29. Mai 2006 29. Nov. 2006 11. Okt. 2007 30. Mai 2008 |                                                                             |                       |
|     | Hier wohnte Hertha Becker geb. Perlstein Jg. 1901 deportiert 1942 Riga ermordet im KZ Stutthof                                         | Essener Straße 18–20 ·    | Dorsten   | 29. Mai 2006 29. Nov. 2006 11. Okt. 2007 30. Mai 2008 |                                                                             |                       |
|     | Hier wohnte Grete Perlstein geb. Meyer Jg. 1905 deportiert ermordet in Auschwitz                                                       | Essener Straße 18–20 ·    | Dorsten   | 29. Mai 2006 29. Nov. 2006 11. Okt. 2007 30. Mai 2008 |                                                                             |                       |
|     | Hier wohnte Hedwig S. Perlstein geb. Heimbach Jg. 1912 deportiert 1941 ermordet in Riga                                                | Essener Straße 18–20 ·    | Dorsten   | 29. Mai 2006 29. Nov. 2006 11. Okt. 2007 30. Mai 2008 |                                                                             |                       |
|     | Hier wohnte Hermann Perlstein Jg. 1895 deportiert ermordet in Auschwitz                                                                | Essener Straße 18–20 ·    | Dorsten   | 29. Mai 2006 29. Nov. 2006 11. Okt. 2007 30. Mai 2008 |                                                                             |                       |
|     | Hier wohnte Ingeborg Perlstein Jg. 1933 deportiert 1942 ermordet in Auschwitz                                                          | Essener Straße 18–20 ·    | Dorsten   | 29. Mai 2006 29. Nov. 2006 11. Okt. 2007 30. Mai 2008 |                                                                             |                       |
|     | Hier wohnte Reha Perlstein Jg. 1940 deportiert 1941 ermordet in Riga                                                                   | Essener Straße 18–20 ·    | Dorsten   | 29. Mai 2006 29. Nov. 2006 11. Okt. 2007 30. Mai 2008 |                                                                             |                       |
|     | Hier wohnte Robert Perlstein Jg. 1937 deportiert 1941 ermordet in Riga                                                                 | Essener Straße 18–20 ·    | Dorsten   | 29. Mai 2006 29. Nov. 2006 11. Okt. 2007 30. Mai 2008 |                                                                             |                       |
|     | Hier wohnte Ursula 'Ursel' Perlstein Jg. 1930 deportiert 1942 ermordet in Auschwitz                                                    | Essener Straße 18–20 ·    | Dorsten   | 29. Mai 2006 29. Nov. 2006 11. Okt. 2007 30. Mai 2008 |                                                                             |                       |
|     | Hier wohnte Walter Perlstein Jg. 1903 deportiert 1941 ermordet in Riga                                                                 | Essener Straße 18–20 ·    | Dorsten   | 29. Mai 2006 29. Nov. 2006 11. Okt. 2007 30. Mai 2008 |                                                                             |                       |
|     | Hier wohnte Emilie Fruchtzweig geb. Perlstein Jg. 1885 deportiert 1942 ermordet in Lodz                                                | Lippestraße 39, Dorsten · | Dorsten   | 29. Mai 2006 29. Nov. 2006 11. Okt. 2007 30. Mai 2008 |                                                                             |                       |
|     | Hier wohnte Hermann Levinstein Jg. 1885 deportiert 1942 ermordet in Riga                                                               | Lippestraße 39, Dorsten · | Dorsten   | 29. Mai 2006 29. Nov. 2006 11. Okt. 2007 30. Mai 2008 |                                                                             |                       |
|     | Hier wohnte Hildegard Perlstein Jg. 1901 deportiert 1942 ermordet in Riga                                                              | Lippestraße 39, Dorsten · | Dorsten   | 29. Mai 2006 29. Nov. 2006 11. Okt. 2007 30. Mai 2008 |                                                                             |                       |
|     | Hier wohnte Julius Ambrunn Jg. 1872 deportiert 1942 ermordet in Riga                                                                   | Lippestraße 41, Dorsten · | Dorsten   | 29. Mai 2006 29. Nov. 2006 11. Okt. 2007 30. Mai 2008 |                                                                             |                       |
|     | Hier wohnte Kurt Ambrunn Jg. 1914 deportiert 1942 ermordet in Riga                                                                     | Lippestraße 41, Dorsten · | Dorsten   | 29. Mai 2006 29. Nov. 2006 11. Okt. 2007 30. Mai 2008 |                                                                             |                       |
|     | Hier wohnte Rosalie Ambrunn geb. Siegerhoff Jg. 1871 deportiert 1942 ermordet in Riga                                                  | Lippestraße 41, Dorsten · | Dorsten   | 29. Mai 2006 29. Nov. 2006 11. Okt. 2007 30. Mai 2008 |                                                                             |                       |
|     | Hier wohnte Ernst Joseph Jg. 1884 deportiert 1942 ermordet in Auschwitz                                                                | Markt 14, Dorsten ·       | Dorsten   | 29. Mai 2006 29. Nov. 2006 11. Okt. 2007 30. Mai 2008 |                                                                             |                       |
|     | Hier wohnte Louise Joseph geb. Reichardt Jg. 1883 deportiert 1942 ermordet in Auschwitz                                                | Markt 14, Dorsten ·       | Dorsten   | 29. Mai 2006 29. Nov. 2006 11. Okt. 2007 30. Mai 2008 |                                                                             |                       |
|     | Hier wohnte Günter Lebenstein Jg. 1928 Flucht 1938 Holland interniert Westerbork deportiert 1943 ermordet in Auschwitz                 | Matthäusplatz 2 ·         | Wulfen    | 30. Mai 2008                                          |                                                                             |                       |
|     | Hier wohnte Josef Lebenstein Jg. 1886 Flucht 1938 Holland interniert Westerbork deportiert 1943 ermordet 1944 in Auschwitz             | Matthäusplatz 2 ·         | Wulfen    | 30. Mai 2008                                          |                                                                             |                       |
|     | Hier wohnte Paula Lebenstein Jg. 1894 Flucht 1938 Holland interniert Westerbork deportiert 1943 ermordet in Auschwitz                  | Matthäusplatz 2 ·         | Wulfen    | 30. Mai 2008                                          | Stolperstein für Günter, Herta, Josef und Paula Lebenstein und Peter Münzer |                       |
|     | Hier wohnte Herta Münzer geb. Lebenstein Jg. 1923 Flucht 1938 Holland interniert Westerbork deportiert 1943 ermordet 1944 in Auschwitz | Matthäusplatz 2 ·         | Wulfen    | 30. Mai 2008                                          |                                                                             |                       |
|     | Hier wohnte Peter Münzer Jg. 1943 geboren im Lager Westerbork deportiert 1943 ermordet 1944 in Auschwitz                               | Matthäusplatz 2 ·         | Wulfen    | 30. Mai 2008                                          |                                                                             |                       |
|     | Hier wohnte Judis Metzger Jg. 1938 deportiert 1942 ermordet in Auschwitz                                                               | Wiesenstraße 14 – 16 ·    | Dorsten   | 29. Mai 2006 29. Nov. 2006 11. Okt. 2007 30. Mai 2008 |                                                                             |                       |
|     | Hier wohnte Julius Metzger Jg. 1873 deportiert 1942 ermordet in Riga                                                                   | Wiesenstraße 14 – 16 ·    | Dorsten   | 29. Mai 2006 29. Nov. 2006 11. Okt. 2007 30. Mai 2008 |                                                                             |                       |
|     | Hier wohnte Mathilde Metzger Jg. 1911 deportiert 1942 ermordet in Auschwitz                                                            | Wiesenstraße 14 – 16 ·    | Dorsten   | 29. Mai 2006 29. Nov. 2006 11. Okt. 2007 30. Mai 2008 |                                                                             |                       |
|     | Hier wohnte Sara Metzger Jg. 1868 deportiert 1942 ermordet in Riga                                                                     | Wiesenstraße 14 – 16 ·    | Dorsten   | 29. Mai 2006 29. Nov. 2006 11. Okt. 2007 30. Mai 2008 |                                                                             |                       |
|     | Hier wohnte Walter Metzger Jg. 1907 deportiert 1942 ermordet in Riga                                                                   | Wiesenstraße 14 – 16 ·    | Dorsten   | 29. Mai 2006 29. Nov. 2006 11. Okt. 2007 30. Mai 2008 |                                                                             |                       |
|     | Hier wohnte Elice Schöndorf geb. Zwiesel Jg. 1896 abgeschoben 1938 ermordet im KZ                                                      | Ursulastraße 15 ·         | Dorsten   | 29. Mai 2006 29. Nov. 2006 11. Okt. 2007 30. Mai 2008 | Stolperstein für Paul, Elice, Klara, Ida und Elly Schöndorf                 |                       |
|     | Hier wohnte Elly Schöndorf abgeschoben 1938 ermordet im KZ                                                                             | Ursulastraße 15 ·         | Dorsten   | 29. Mai 2006 29. Nov. 2006 11. Okt. 2007 30. Mai 2008 | Stolperstein für Elly Schöndorf                                             |                       |
|     | Hier wohnte Ida Schöndorf Jg. 1920 abgeschoben 1938 ermordet im KZ                                                                     | Ursulastraße 15 ·         | Dorsten   | 29. Mai 2006 29. Nov. 2006 11. Okt. 2007 30. Mai 2008 | Stolperstein für Ida Schöndorf                                              |                       |
|     | Hier wohnte Klara Schöndorf Jg. 1922 abgeschoben 1938 ermordet im KZ                                                                   | Ursulastraße 15 ·         | Dorsten   | 29. Mai 2006 29. Nov. 2006 11. Okt. 2007 30. Mai 2008 | Stolperstein für Klara Schöndorf                                            |                       |
|     | Hier wohnte Paul Schöndorf Jg. 1895 abgeschoben 1938 ermordet im KZ                                                                    | Ursulastraße 15 ·         | Dorsten   | 29. Mai 2006 29. Nov. 2006 11. Okt. 2007 30. Mai 2008 | Stolperstein für Paul Schöndorf                                             |                       |
|     | Hier wohnte Bertha Lebenstein Jg. 1900 deportiert 1942 ermordet 1944 in Stutthof                                                       | Wulfener Straße 16 ·      | Lembeck   | 30. Mai 2008                                          | Stolperstein für Bertha Lebenstein                                          |                       |
|     | Hier wohnte Hugo Lebenstein Jg. 1904 Flucht 1940 Holland interniert Westerbork deportiert ermordet 1942 in Auschwitz                   | Wulfener Straße 16 ·      | Lembeck   | 30. Mai 2008                                          | Stolperstein für Hugo Lebenstein                                            |                       |
|     | Hier wohnte Selma Lebenstein Jg. 1897 deportiert 1942 ermordet 1944 in Stutthof                                                        | Wulfener Straße 16 ·      | Lembeck   | 30. Mai 2008                                          | Stolperstein für Selma Lebenstein                                           |                       |